# Los bajos de la ciudad
Los bajos de la ciudad (Neecha Nagar) es una película india en hindi, dirigida por Chetan Anand, escrita por Khwaja Ahmad Abbas y Hayatullah Ansari, y producida por Rashid Anwar y A. Halim. Fue un esfuerzo pionero en el realismo social en el cine indio y allanó el camino para muchas producciones de cine de otros directores.
Se convirtió en la primera película india en obtener reconocimiento en el Festival de Cine de Cannes , después de compartir el premio Grand Prix du Festival International du Film (Mejor Película) en el primer Festival de Cannes 1946 con once de los dieciocho largometrajes inscritos. Es la única película india que ha recibido una Palma de Oro.
Irónicamente, la película nunca se estrenó en la India.

## Sinopsis
Sarkar, un hombre rico, vive en una finca palaciega en lo alto de una montaña, mientras que los pobres trabajan y mueren de hambre en el valle. Sarkar planea dirigir todas las aguas residuales hacia el pueblo para dar paso a su proyecto de vivienda.

## Reparto
- Rafiq Anwar como Balraj
- Uma Anand como Maya
- Kamini Kaushal como Rupa
- Murad como Hakim Yaqub Khan Sahab
- Rafi Peer como Sarkar
- S.P. Bhatia como Sagar
- Hamid Butt como Yaqoob Chacha
- Mohan Saigal como Raza
- Zohra Sehgal como Bhabi
- B. M. Vyas como el hermano de Balraj